# Cambarellus shufeldtii
Cambarellus shufeldtii är en sötvattenlevande art av kräfta som lever i flertalet av de amerikanska sydstaterna. Den återfinns naturligt i delstaterna Alabama, Arkansas, Illinois, Kentucky, Louisiana, Mississippi, Missouri, Tennessee, och Texas, och är inplanterad i Georgia. De blir 2–3 år gamla.

## Utseende
Hanarna av denna kräfta blir som vuxna cirka 3,5–4 centimeter långa, exklusive klor. Honorna blir något mindre.